# Living My Life (canción)
«Living My Life» (español: Viviendo mi vida) es una canción de Grace Jones lanzado como sencillo en 1983. Fue originalmente grabada para el álbum del mismo nombre, pero por razones desconocidas no fue incluida en él. El video musical de "Living My Life" también fue incluida en el documental-musical A One Man Show.
Una versión remezclada fue lanzada como el lado B en el Reino Unido del sencillo "Love is the Drug" en 1986. Esta versión aparece en el álbum recopilatorio de 1998 en versión editada 7" Remix Private Life: The Compass Point Sessions. Las versiones originales y dub aún no se han reeditado en CD.
- Datos: Q6659222